# بلد (تقسیمات سیاسی ترکیه)
بِلْدِ(به معنای واقعی کلمه «شهر»، همچنین به عنوان کسابا شناخته می‌شود) در ترکی به معنای «روستای بزرگ با شهرداری» است. 
تمام مراکز استان‌ها و مراکز محله‌های ترکیه دارای شهرداری هستند، اما روستاها معمولا برای داشتن شهرداری بسیار کوچک هستند. جمعیت برخی از روستاها ممکن است از ۲۰۰۰ نفر فراتر رود و در چنین روستاهایی بسته به انتخاب ساکنان ممکن است شهرداری کوچکی ایجاد شود. به چنین روستاهایی بلد می‌گویند. تا سال ۲۰۱۴ تعداد شهرداری‌های بلد حدود ۱۴۰۰ بود.
در ۳۰ مارس ۲۰۱۴ به موجب قانون شماره. ۶۳۶۰ روستای کل (دارای و بدون شهرداری) در بافت شهری شهرداری‌های بخشداری در ۳۰ استان قرار گرفتند.  به‌این ترتیب شهرداری‌های بلده در ۳۰ استان لغو شدند. تعداد شهرداری‌های بلده لغو شده ۱۰۴۰ است. 
در حال حاضر در ۵۱ استان که مشمول قانون ۶۳۶۰ نیستند، ۳۹۴ شهرداری بلد وجود دارد. 